# Пакет федеральных законов о недостоверных новостях
Законы о запрете фейковых новостей (пакет федеральных законов от 18 марта 2019 года) — два закона, которыми в России в 2019 году был установлен запрет на публикацию недостоверной общественно значимой информации, распространяемой под видом правдивых сообщений (то есть фейковые новости). За подобные действия введена административная ответственность. Законы 31-ФЗ и 27-ФЗ были подписаны президентом Владимиром Путиным 18 марта 2019 года и вступили в силу 29 марта 2019 года. Авторы проекта — глава комитета Совета Федерации по конституционному законодательству и госстроительству Андрей Клишас, его первый заместитель Людмила Бокова и депутат Госдумы Дмитрий Вяткин.

## Основные положения
Как отмечается в справке Государственно-правового управления Президента, закон «устанавливает административную ответственность за распространение в средствах массовой информации, а также в информационно-телекоммуникационных сетях заведомо недостоверной общественно значимой информации под видом достоверных сообщений, создавшее угрозу причинения вреда жизни и (или) здоровью граждан, имуществу, угрозу массового нарушения общественного порядка и (или) общественной безопасности либо угрозу создания помех функционированию или прекращения функционирования объектов жизнеобеспечения, транспортной или социальной инфраструктуры, кредитных организаций, объектов энергетики, промышленности или связи, если эти действия лица, распространяющего информацию, не содержат уголовно наказуемого деяния (часть 9 статьи 13.15 Кодекса Российской Федерации об административных правонарушениях»).
Санкции, предусматриваемые новым законом, предполагают блокировку ресурсов с фейковой информацией (сайт, экаунт в соцсети и т. п.), а также систему штрафов. Так, первое нарушение обойдется физическим лицам до 100 тыс. рублей, а юридическим — до 500 тыс. (для должностных лиц — до 200 тыс.). В случае, когда публикация ложной новости повлекла тяжелые последствия, размер максимальной планки штрафа увеличивается в 3-4 раза.
При этом, в соответствии с нынешней новеллой, для блокировки ресурса не требуется решение суда. Предписание направляется в Роскомнадзор органами прокуратуры (генеральный прокурор или его заместители), а РКН требует от редакции/владельцев ресурса в течение суток удалить фейковую информацию. В противном случае ресурс блокируется. Доступ возобновляется после того, как владельцы ресурса удалят неподобающий контент, а надзорное ведомство удостоверится в этом.

## Реакция
В процессе рассмотрения законопроекта его основные положения подробно комментировались представителями Госдумы. Тем не менее, именно на стадии рассмотрения проекта многие обратили внимание на его критику со стороны Совета при Президенте Российской Федерации по развитию гражданского общества и правам человека (СПЧ). Однако более внимательное изучение реакции СПЧ показывает, что в реальности критику вызвал не столько сам закон, сколько входивший с ним один пакет законопроект о неуважении к власти.
Вице-спикер Госдумы Ольга Тимофеева, обсуждая закон на Форуме молодых журналистов в рамках фестиваля «Студенческая весна стран БРИКС и ШОС» в Ставрополе, отметила: «Журналистика научила меня изучать любой вопрос с разных точек зрения, перепроверять информацию и добиваться ответов на вопросы. В политике и журналистике много общего — за нами люди, только в одном случае — это избиратели, а в другом — читатели и телезрители». Тимофеева подчеркнула, что и для политиков, и для журналистов самое главное — это репутация.
Во время дискуссии «Медиа в мировых конфликтах. Участники или наблюдатели?», состоявшейся в рамках Петербургского международного экономического форума (ПМЭФ), руководители крупнейших мировых информагентств обсудили важность борьбы с фейковыми новостями в современном мире, назвав борьбу с фейками основным вызовом для СМИ. В числе прочего, генеральный директор агентства France-Presse Фабрис Фрис и руководитель международного департамента испанского агентства EFE Хосе Мануэль Санс сообщили, что в их организациях уже созданы специальные отделы, которые занимаются перепроверкой фактов.

## Первые примеры применения
По мнению ряда СМИ, первый случай применения нового закона связан с составлением в начале апреля 2019 года протокола на жительницу Архангельской области Елену Калинину, обвиненную в распространении «недостоверной общественно значимой информации» за публикацию поста в соцсети «Вконтакте» с анонсом митинга против строительства на станции Шиес в Архангельской области полигона для мусора из Москвы. По мнению обвинения, «фейковость» новости состояла в том, что в посте, опубликованном активисткой, не было указано, что митинг не согласован с властями. В начале июня 2019 года Генеральная прокуратура признала фейковой информацией ряд публикаций в социальных сетях по тематике взрывов на заводе «Кристалл» в Дзержинске. По мнению ведомства, в этих публикациях содержалась «недостоверная общественно значимая информация, создающая угрозу массового нарушения общественного порядка, общественной безопасности».
Первому реальному штрафу в октябре 2019 года были подвергнуты «Издательский дом „Момент истины“» и его главный редактор Евгений Гнеушев. Судебный участок мирового судьи № 157 Хорошёвского района Москвы вынес ИД «Момент истины» штраф в размере 200 тысяч рублей, а Евгению Гнеушеву — в размере 60 тысяч рублей за размещение на YouTube роликов о «подготовке в России Майдана» и ряда других видеозаписей.

## Критика
Закон используется как инструмент давления на неугодных. Российская власть склонна называть фейком любое сообщение о собственных ошибках, коррупции и просто о повседневных сложностях, с которыми сталкиваются россияне.